# European Urology
European Urology, abgekürzt Eur. Urol., ist eine wissenschaftliche Fachzeitschrift, die vom Elsevier-Verlag veröffentlicht wird. Die Zeitschrift ist das offizielle Publikationsorgan der European Association of Urology. Sie erscheint mit zwölf Ausgaben im Jahr und veröffentlicht Arbeiten, die sich mit allen Bereichen der Urologie beschäftigen.
Der Impact Factor lag im Jahr 2014 bei 13,938. Nach der Statistik des ISI Web of Knowledge wird das Journal mit diesem Impact Factor in der Kategorie Urologie und Nephrologie an erster Stelle von 76 Zeitschriften geführt.